# 噶玛兰厅
噶玛兰厅是台灣清治時期设置的一个厅。
清嘉慶十五年（1810年）四月，總督方維甸奏請噶瑪蘭收入版圖，同年五月二十九日奉硃批「必須有所鈐制，方可相安無事」，始納入大清版圖。初委候補知府楊廷理籌辦設治事宜，嘉庆十七年（1812年）二月始正式核定設廳，設廳治於五圍（今宜蘭市），辖境約当今宜蘭縣蘭陽平原地區，以山為國界，界外為番地，不治。光绪元年（1875年）六月十八日，沈葆禎等人奏請改台灣為二府八縣一廳，同年十二月二十日（1876年1月15日）欽准，原淡水廳裁廢，改設為一府（台北府）三縣（淡水、新竹、宜蘭），噶瑪蘭廳乃升格並改名為宜蘭縣；故宜蘭之設縣始於1876年。

## 行政區劃

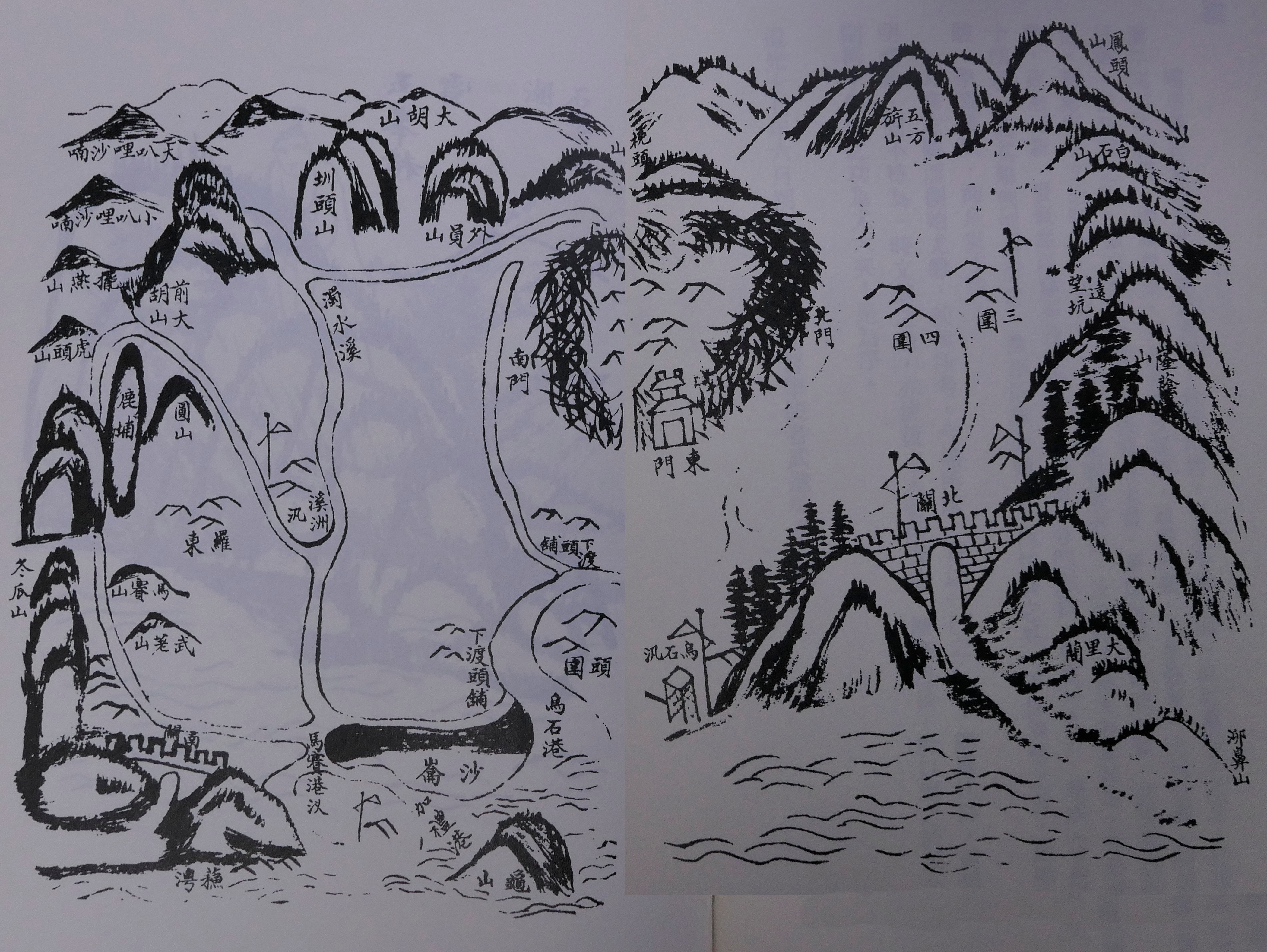
《噶瑪蘭志略》噶瑪蘭廳圖

### 城市
- 五圍三結街堡：
  - 城東：三結街、衙門口、東門街
  - 城西：十字街頭、橋仔頭、文昌宮、米倉口、鎮西街
  - 城南：媽祖宮、米市街、振南街、土地公後
  - 城北：北中街、十六崁（崁興街）、北門街
  - 四城之中：十字街
  - 城外：四結仔、武營、武營後、聖王後街、聖王前街（五崁仔）、附船仔頭

### 鄉庄

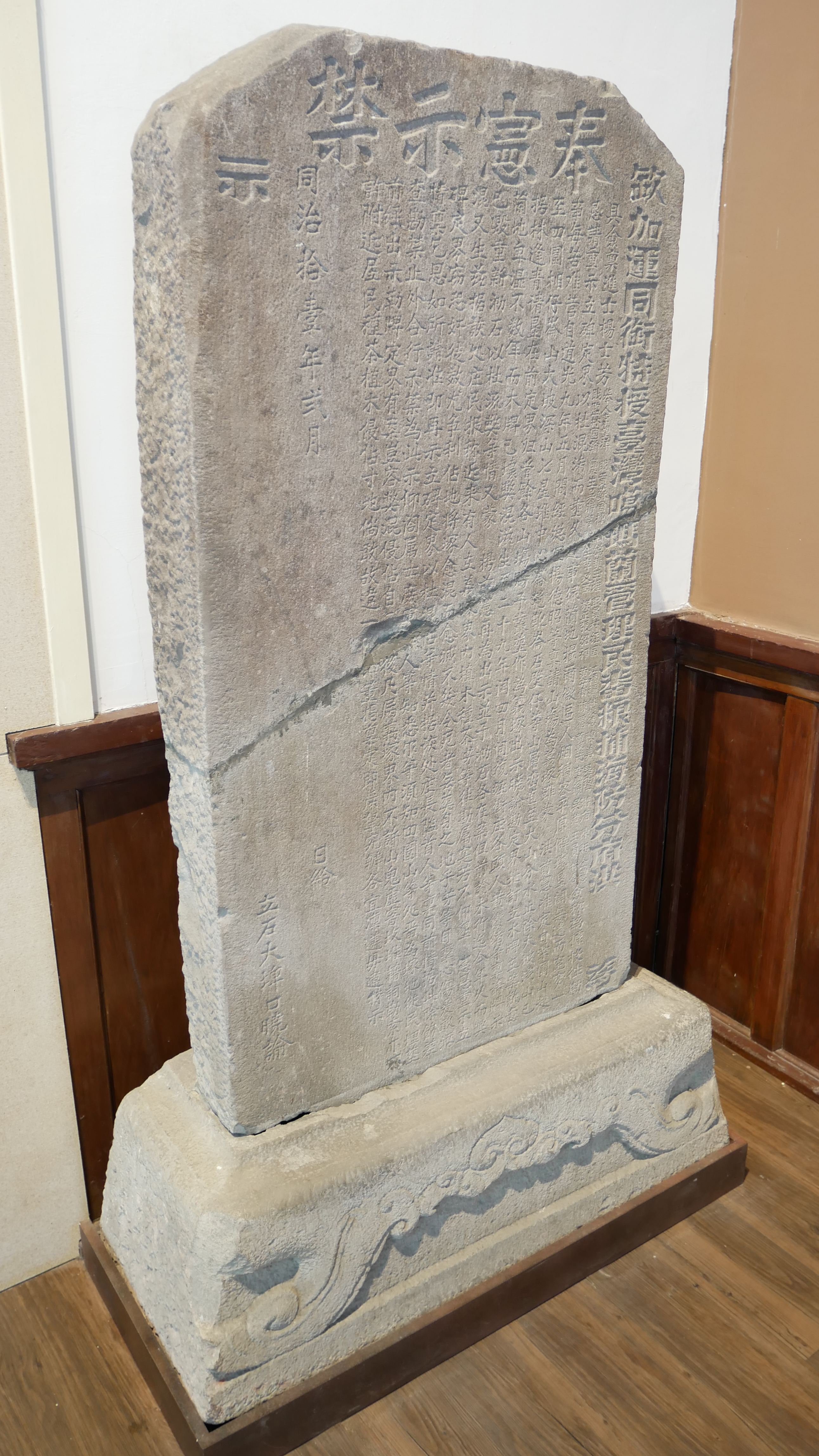
噶瑪蘭廳通判洪熙儔於淇武蘭堡大陂庄所立〈嚴禁侵占柴圍山等處義塚碑記〉，同治十一年二月

- 民壯圍堡：五圍一結、民壯圍、三結庄、四結庄、流流民庄、五結庄、六結庄、七結庄、奇立板民庄、過嶺仔庄、三結庄、三角仔庄、壯二庄、茄冬林、闊嘴寮、下渡頭、公勞埔、牛寮仔
- 員山堡：五結頭、六結庄、七結庄、鎮平庄、金結庄、枕頭山庄、穎廣庄、員山庄、五圍四結、五圍五結、擺籬社民庄、三鬮二、吧荖鬱民庄、大三鬮庄、大湖庄、深溝庄、圳頭庄、內湖庄、楓仔林庄
- 溪洲堡：四鬮一、四鬮二、四鬮三、溪洲庄、頂溪洲、叭哩沙喃、泉州大湖
- 清水溝堡：東勢頂二結、頂四結、歪仔歪民庄、田心仔、北城庄、清水溝、鹿埔
- 羅東堡：竹仔林、羅東庄、羅東街、阿里史民庄
- 打那美堡：紅水溝、打那美民庄、順安庄、員山庄、零工圍、太和庄、冬瓜山
- 淇武蘭堡：新店、大破口、四圍庄、公埔頭、柴圍、三十九結庄、番割田、茅埔庄、旱溪庄、淇武蘭民庄、湯圍庄、辛仔罕民庄、淺澳庄、大瘟、三鬮仔庄、二結庄、梅洲圍、大坡庄、匏靴崙
- 頭圍堡：白石腳、二圍庄、港仔墘、抵美簡埔、頭圍街、頭圍庄、大堀庄、乳母寮庄
- 頂二結堡：東勢頂三結、頂五結
- 茅仔寮堡：茅仔寮、大埔庄、榕仔腳、鼎橄社庄
- 利澤簡堡：利澤簡民庄、猴猴民庄、馬賽民庄、蘇澳街，蘇澳庄